# Era Messiânica
Nas religiões abraâmicas, a Era Messiânica é o futuro período de tempo na Terra, no qual o Messias reinará e trará a paz universal  e amor fraternal, sem crime, guerra e pobreza. Muitos acreditam que haverá tal era; alguns referem-se a ele como o "Reino de Deus consumado" ou o "mundo vindouro".

## Adventismo
De acordo com a doutrina adventista, um período com a duração de um milênio, que tomará lugar no Céu. Neste milênio, que terá início quando Jesus Cristo descer à Terra pela segunda vez e, com isto, fizer ressuscitar os mortos justos, dá-se o chamado Juízo Comprovativo, a primeira parte do Juízo Final.
Depois de passado este período, ocorrerá a última parte do Juízo Final, o chamado Juízo Executivo, e ocorrerá a última investida das forças do mal sobre Deus. Depois de derrotar definitivamente o mal, Deus estabelecerá uma nova ordem, que não tem lugar para o mal, e o Reino de Deus se realizará final, definitiva e perfeitamente. Neste Reino de justiça, paz e alegria, os justos reinarão e viverão eternamente com Deus e em Deus.